# 布瓦圣玛丽
布瓦圣玛丽（法語：Bois-Sainte-Marie，法語發音：[bwa sɛ̃t maʁi]）是法国索恩-卢瓦尔省的一个市镇，属于沙罗勒区。

## 地理
布瓦圣玛丽（46°19'46"N, 4°21'19"E）面积2.69 平方千米，位于法国勃艮第-弗朗什-孔泰大區索恩-卢瓦尔省，该省份为法国中部省份，北起顺时针与科多尔省、汝拉省、安省、罗讷省、卢瓦尔省、阿列省和涅夫勒省接壤。
与布瓦圣玛丽接壤的市镇（或旧市镇、城区）包括：奥佐勒、布里奥奈地区科隆比耶、日布勒。

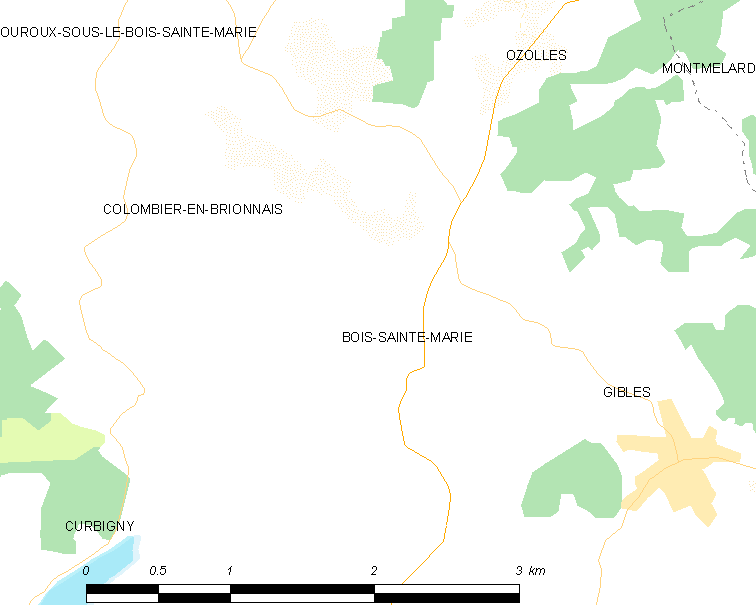
布瓦圣玛丽的OSM定位图

布瓦圣玛丽的时区为UTC+01:00、UTC+02:00（夏令时）。

## 行政
布瓦圣玛丽的邮政编码为71800，INSEE市镇编码为71041。

## 政治
布瓦圣玛丽所属的省级选区为绍法耶县。

## 人口

1962-2008年间布瓦圣玛丽人口变化图示

布瓦圣玛丽于2022年1月1日时的人口数量为185人。